# 伊地知愛妃
伊地知 愛妃（いじち あき、1998年5月7日 - ）は、鹿児島県出身のハンドボール選手。日本ハンドボールリーグのソニーセミコンダクタマニュファクチャリング所属。

## 経歴
筑波大学時代の2018年、関東学生ハンドボール春季リーグにて優秀新人賞を受賞。
2021年、日本ハンドボールリーグのソニーセミコンダクタマニュファクチャリングへ加入。

## 詳細情報

### 年度別成績
| 年       | チーム   | 試合 | フィールド 得点 | 率   | 7m  | 合計   | 警告 | 退場 | 失格 |
| -------- | -------- | ---- | --------------- | ---- | --- | ------ | ---- | ---- | ---- |
| 2020-21  | ソニー   | 0    | 0/0             | -    | 0/0 | 0/0    | 0    | 0    | 0    |
| 2021-22  | ソニー   | 10   | 13/24           | .542 | 0/0 | 13/24  | 1    | 0    | 0    |
| 2022-23  | ソニー   | 20   | 58/123          | .472 | 1/1 | 59/124 | 2    | 1    | 0    |
| JHL：3年 | JHL：3年 | 30   | 71/147          | .483 | 1/1 | 72/148 | 3    | 1    | 0    |

### 記録
- フィールドゴール初得点：2021年8月28日、対大阪ラヴィッツ戦（豊田合成記念体育館エントリオ）[3]
- 7mスロー初得点：2023年2月18日、対香川銀行戦（墨田区総合体育館）[4]

### 背番号
- 2 (2020年 - )